# Rabinjã
Rabinjã (em árabe: ربنجن،) ou Arbinjã (أربنجن) foi uma cidade medieval na região da Transoxiana, entre Samarcanda e Bucara. Estava situada nas cercanias da atual Catacurgã.

## Geografia
Os geógrafos muçulmanos descrevem-na como uma cidade de Sughd e uma dependência de Samarcanda. Foi um dos locais da estrada de Samarcanda-Bucara, entre Zarmã a leste e Adabúcia a oeste, ao sul do rio Zarafexã. Ibne Cordadebe situou-a 12 parasangas de Samarcanda e 27 de Bucara; Cudama, por outro lado, localizou-a 13 parasangas de Samarcanda e 24 de Bucara. Abu Ixaque adicionou que ela estava a duas parasangas de Cuchania.

## História
O sítio foi estabelecido quase 2 000 anos atrás. Na história pré-islâmica da cidade, foi considerada um dos assentamentos de Soguediana. Nesse período, havia cristãos na cidade, como evidenciado pelo molde cerâmico para moldar cruzes encontrado. Durante a conquista islâmica da Transoxiana, Rabinjã esteve sujeita a ataques árabes. Em 699, Habibe ibne Moalabe fez um raide contra ela, mas foi confrontado por um exército liderado pelo senhor de Bucara e decidiu retroceder.
Foi durante as campanhas de Cutaiba ibne Muslim (705–715) que ela foi conquistada pelos muçulmanos. Em 712, a cidade foi cenário de uma luta entre os exércitos de Cutaiba e Guraque, o príncipe soguediano de Samarcanda; os muçulmanos venceram o conflito e foram capaz de continuar sua marcha para Samarcanda. Após sua conquista, Rabinjã compartilhou a história de Sughd, e foi governada em sequência por omíadas, abássida e samânidas. Nos séculos IX e X, foi incluída pelos geógrafos muçulmanos em seus relatos de Transoxiana. Mocadaci, escrevendo no final do século X, registra que Rabinjã produziu alguns bens, incluindo xailes de inverno, tâmaras secas, copos de metal, cordas feitas de cânhamo e enxofre. Outros escritores notaram que também foi conhecida por seus cobertores de sela e produção de bronze de estanho. Com a queda dos samânidas no final do século XI, Rabinjã tornou-se posse dos caracânidas ocidentais. Em 1158, foi destruída durante a invasão do imperador Il-Arslã (r. 1156–1172).